# Medicago hybrida
Medicago hybrida là một loài thực vật có hoa trong họ Đậu. Loài này được (Pourr.) Trautv. miêu tả khoa học đầu tiên.